# Kallstroemia minuta
Kallstroemia minuta là một loài thực vật có hoa trong họ Zygophyllaceae. Loài này được (Leichh. ex Benth.) Engl. miêu tả khoa học đầu tiên năm 1890.